# Freccia del Brabante 2011
La Freccia del Brabante 2011, cinquantunesima edizione della corsa, valida come evento del circuito UCI Europe Tour 2011 categoria 1.HC, fu disputata il 13 aprile 2011 per un percorso di 200,4 km. Fu vinta dal belga Philippe Gilbert, al traguardo in 4h40'38".
Dei 182 ciclisti alla partenza furono in 51 a portare a termine il percorso.

## Squadre e corridori partecipanti
| N.      | Cod. | Squadra                     |
| ------- | ---- | --------------------------- |
| 1-8     | RSH  | Team RadioShack             |
| 11-18   | RAB  | Rabobank Cycling Team       |
| 21-28   | BMC  | BMC Racing Team             |
| 31-38   | THR  | HTC-Highroad                |
| 41-48   | KAT  | Katusha Team                |
| 51-58   | OLO  | Omega Pharma-Lotto          |
| 61-68   | QST  | Quickstep Cycling Team      |
| 71-78   | GRM  | Team Garmin-Cervélo         |
| 81-88   | VCD  | Vacansoleil-DCM             |
| 91-98   | ASA  | Acqua & Sapone              |
| 101-108 | ACG  | Andalucía-Caja Granada      |
| 111-118 | COF  | Cofidis, le Crédit en Ligne |
| 121-128 | COG  | Colnago-CSF Inox            |

| N.      | Cod. | Squadra                        |
| ------- | ---- | ------------------------------ |
| 131-138 | DER  | De Rosa-Ceramica Flaminia      |
| 141-148 | FAR  | Farnese Vini-Neri Sottoli      |
| 151-158 | EUC  | FDJ                            |
| 161-168 | LAN  | Landbouwkrediet                |
| 171-178 | SKS  | Skil-Shimano                   |
| 181-188 | EUC  | Team Europcar                  |
| 191-198 | APP  | Team NetApp                    |
| 201-208 | CSM  | Team SpiderTech powered by C10 |
| 211-218 | TSV  | Topsport Vlaanderen-Mercator   |
| 221-228 | UHC  | UnitedHealthcare Pro Cycling   |
| 231-238 | VWA  | Veranda's Willems-Accent       |
| 241-248 | SKT  | An Post-Sean Kelly Team        |

## Ordine d'arrivo (Top 10)
| Pos. | Corridore         | Squadra      | Tempo    |
| ---- | ----------------- | ------------ | -------- |
| 1    | Philippe Gilbert  | Omega Pharma | 4h40'38" |
| 2    | Björn Leukemans   | Vacansoleil  | s.t.     |
| 3    | Anthony Geslin    | FDJ          | a 1'03"  |
| 4    | Johnny Hoogerland | Vacansoleil  | s.t.     |
| 5    | Bram Tankink      | Rabobank     | a 1'04"  |
| 6    | Dries Devenyns    | Quickstep    | a 1'18"  |
| 7    | Romain Zingle     | Cofidis      | a 1'23"  |
| 8    | Gianni Meersman   | FDJ          | a 1'39"  |
| 9    | Jérôme Pineau     | Quickstep    | a 1'41"  |
| 10   | Simon Geschke     | Skil-Shimano | a 2'19"  |